# Palais de Beaulieu

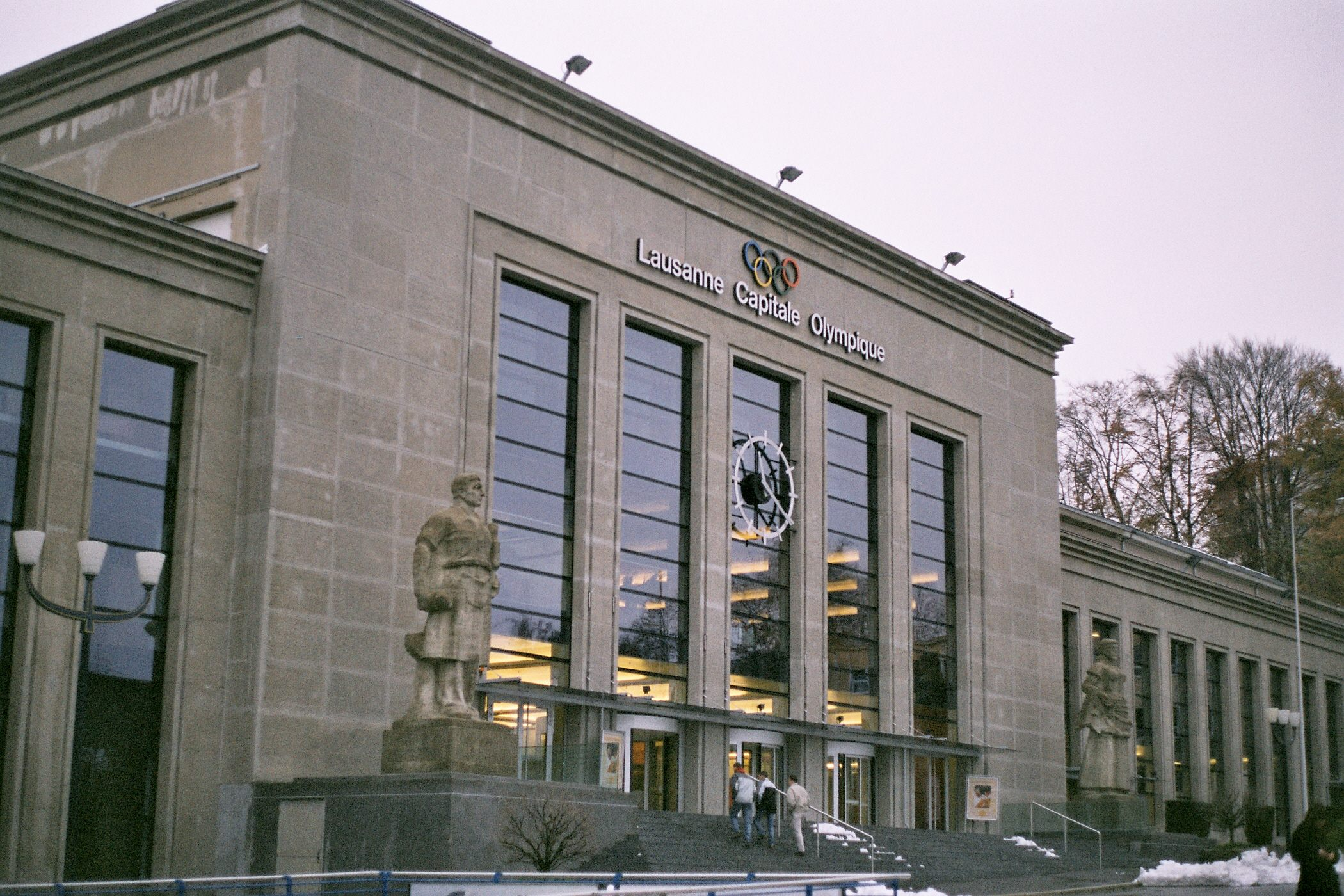
Palais de Beaulieu

O Palais de Beaulieu é um centro de convenções situado em Lausanne, na Suíça.

## Eventos acolhidos
- Prix de Lausanne
- Pacto de Lausana
- Festival Eurovisão da Canção 1989